# Deuce (album)
Pour les articles homonymes, voir Deuce.
Albums de Rory Gallagher
Rory Gallagher
(1971) Live In Europe
(1972)
Deuce, paru fin 1971, est le second album de Rory Gallagher en solo.

## L'album
Dans cet album, Rory Gallagher avait le sentiment, pour la première fois, d'avoir réussi à capturer l'esprit de ses "lives".

Tous les titres ont été composés par Rory Gallagher.

L'album a été réédité en CD en 1999 par BMG Entertainment avec un bonus track.

## Les musiciens
Rory Gallagher : voix, guitare, harmonica
Gerry McAvoy : basse
Wilgar Campbell : batterie

## Les titres
| No  | Titre                      | Durée |
| --- | -------------------------- | ----- |
| 1.  | I'm Not Awake Yet          | 5:24  |
| 2.  | Used to Be                 | 5:06  |
| 3.  | Don't Know Where I'm Going | 2:42  |
| 4.  | Maybe I Will               | 4:15  |
| 5.  | Whole Lot of People        | 4:57  |
| 6.  | In Your Town               | 5:47  |
| 7.  | Should've Learnt My Lesson | 3:36  |
| 8.  | There's a Light            | 5:59  |
| 9.  | Out of My Mind             | 3:05  |
| 10. | Crest of a Wave            | 6:00  |

| 11. | Persuasion | 4:42 |